# Rotheca hirsuta
Rotheca hirsuta là một loài thực vật có hoa trong họ Hoa môi. Loài này được (Hochst.) R.Fern. mô tả khoa học đầu tiên năm 2000.